# Побутова хімія

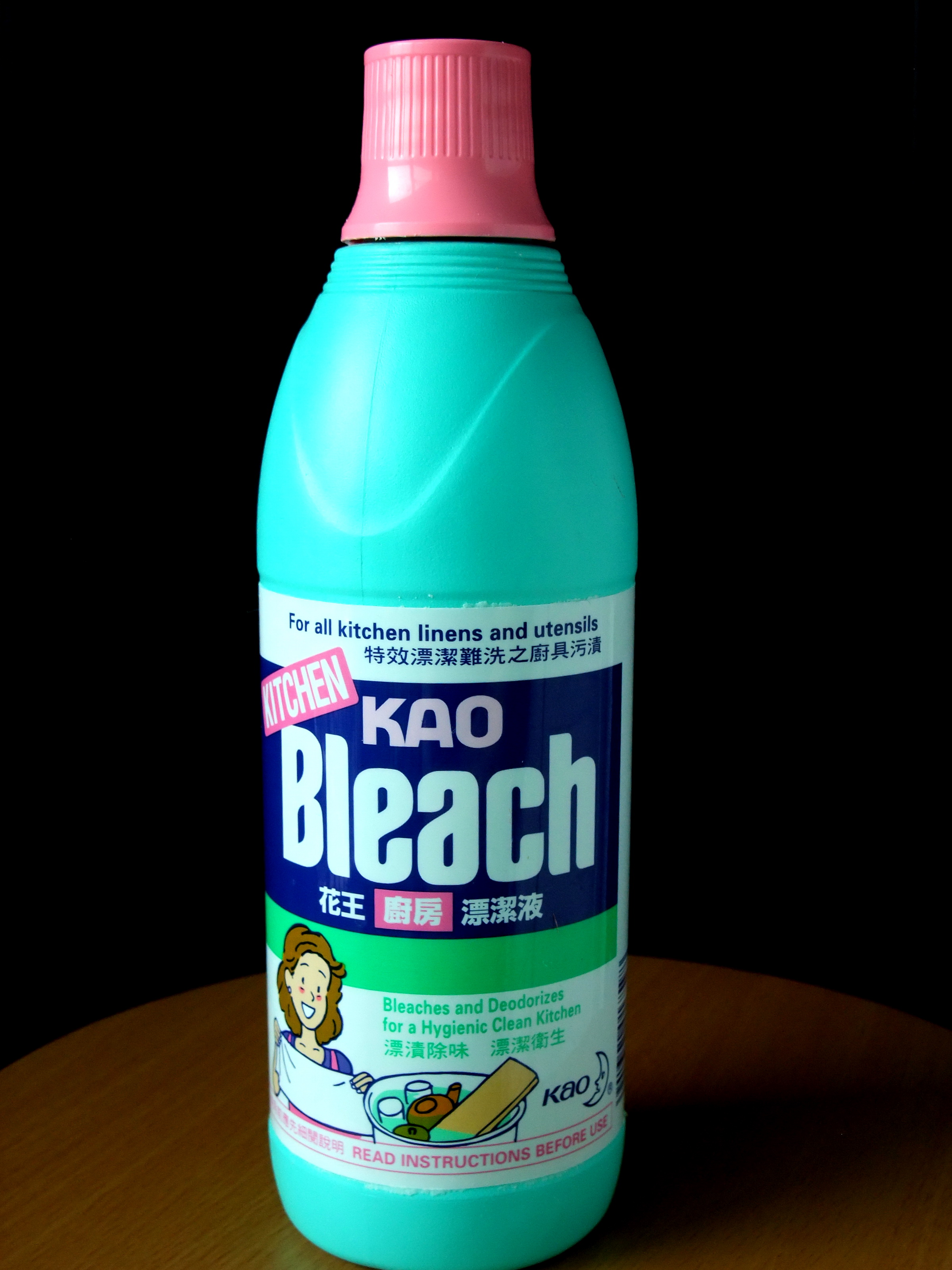
Кухонний відбілювач

Побутова хімія (англ. household chemicals) — непродовольчі хімічні речовини, засоби догляду за одягом, приміщеннями, автомобілями, посудом тощо, які зазвичай використовуються в домогосподарстві. До засобів побутової хімії також відносять дезінфектори, репеленти та інші хімічні засоби, які призначені, зокрема, для очищення певних поверхонь, боротьби зі шкідниками та загальних гігієнічних потреб.
Харчові добавки, як правило, не підпадають під цю категорію, якщо тільки вони не використовують інакше, як для споживання людиною. Добавки в цілому (наприклад, стабілізатори й барвники, що знаходяться в пральних порошках і мийних засобах для посудомийних машин) роблять класифікацію побутової хімії складнішою, до того ж деякі з цих хімікатів є подразниками або сильними алергенами.
Хімічні речовини побутової хімії, які не компостуються, представляють серйозну екологічну небезпеку й небезпеку для здоров'я людини. А на додаток до того, що при проковтуванні вони мають негативні токсичні ефекти (часто дуже серйозні), хімічні речовини можуть містити легкозаймисті або корозійні речовини.

## Категорії побутової хімії
Перша категорія засобів побутової хімії — засоби для прання: пральні порошки, гелі для прання, вибілювачі та інші. Друга категорія — засоби для миття посуду. Потім йдуть засоби для очищення та дезінфекції, засоби для омивання скла автомобілів та інші.

#### Мийні засоби
- мило;
- пральні порошки;
- засоби особистої гігієни з вмістом ПАР;
- гелі для прання;
- засоби для миття посуду;
- засоби для миття авто;
- засоби для миття підлоги.

#### Засоби для чищення
- порошки для чищення;
- засоби для чищення килимів;
- засоби для чищення туалету та ванної;
- засоби для прочистки труб;
- засоби для очищення авто (автокосметика);
- універсальні очищувачі.

#### Дезінфекційні засоби
Дезінфекційні засоби (Дезінфектори) — хімічні речовини, біологічні чинники та засоби медичного призначення, що застосовуються для проведення дезінфекційних заходів.
Дезінфе́кція, або знезара́жування — комплекс заходів, спрямованих на знищення у середовищі життєдіяльності людини збудників інфекційних хвороб (власне дезінфекція) та їхніх переносників — комах (дезінсекція) і гризунів (дератизація). Галузь медицини та, відповідно, науку, що займаються питаннями дезінфекції, називають «дезінфектологією».

#### Освіжувачі повітря та ароматизатори
Освіжувач повітря  — спеціальний балончик зі стисненим газом (або контейнер, що розповсюджує запах платівкою) з домішкою хімічних або натуральних запахів.
Ароматизатор повітря — пристрій, що забезпечує в приміщенні додатковий комфорт шляхом захисту від неприємних запахів за рахунок насичення повітря певними ароматами.

#### Репеленти
Репеле́нти (від лат. repello — «відганяю», «відштовхую») — хімічні речовини, які відлякують комах, кліщів, гризунів, птахів.
Найчастіше застосовують репеленти проти комах-кровососів (комарів, ґедзів, мошок та ін.). Використовують у вигляді  кремів чи аерозолів.

#### Відбілювачі та засоби для виведення плям
Вибілювач — речовина, що надає матеріалам білого забарвлення.
Приклади — хлор вибілює бавовняне волокно, діоксид сірки — папір. Інший засіб — люмінесцентні добавки, які висвічують у близькому ультрафіолеті.
Засоби для виведення плям — засоби, що за допомогою хімічних речовин, виводять плями з одягу.

## Приклади засобів побутової хімії
- Освіжувач повітря
- Відбілювач
- Кондиціонер
- Дезодорант
- Мийний засіб
- Дезінфекційний засіб (див. Дезінфекція)
- Дренажний очищувач (англ. drain cleaner)
- Жорсткий очищувач поверхні (англ. Hard surface cleaner), (див., англ. Cleaning agent[en])
- Засіб від комах
- Туалетний блок для унітазу (англ. Toilet rim block)
- Засіб для миття тіла

## Виробники побутової хімії
Одними з найбільших світових виробників побутової хімії є транснацiональнi компанії, наприклад: американськi Procter & Gamble та Colgate-Palmolive, нiмецький Henkel, британсько-нiдерландськi Unilever та Reckitt Benckiser.

## Склад засобів побутової хімії
Основні компоненти:
- Поверхнево-активні речовини (ПАР);
- Наповнювачі (вода, хлорид або сульфат натрію);
- Буферні агенти (луги, кислоти або солі) для підтримки певного pH;
- Барвники;
- Запашки.

Залежно від призначення засобу, в складі можуть також бути присутнім:
- Речовини запобігають зворотне випадання (англ. redeposition) бруду на матеріали;
- Загусники;
- Антифризи, що запобігають замерзанню.